# Мови Мадагаскару

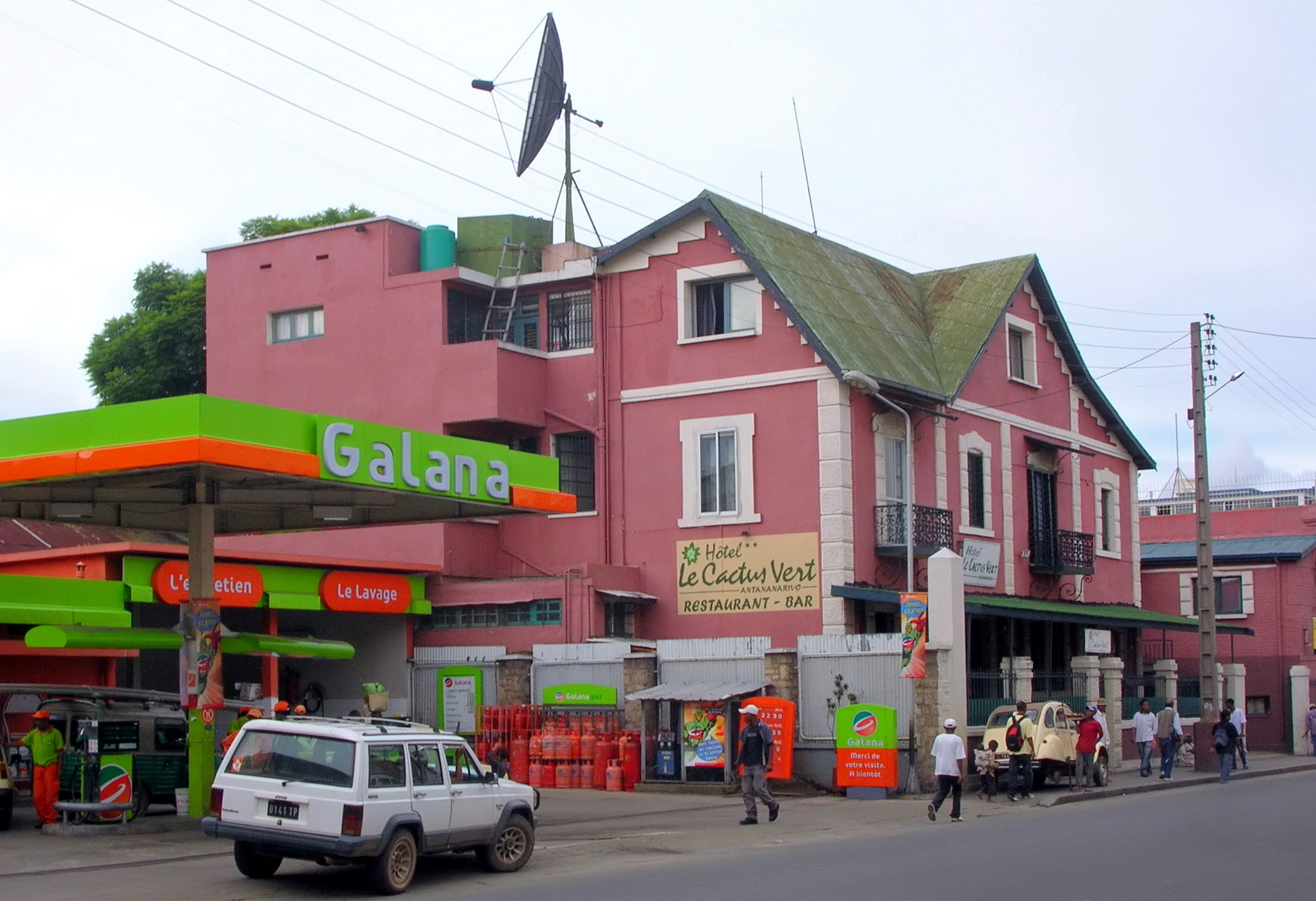
Знаки французькою мовою в Антананаріву.

Малагасійською мовою австронезійського походження, як правило, розмовляють по всьому острову. Офіційними мовами Мадагаскару є малагасійська та французька. Мадагаскар — франкофонська країна, освічене населення цієї колишньої французької колонії розмовляє французькою. Включаючи носіїв другої мови, на Мадагаскарі більше носіїв малагасійської, ніж французької [Архівовано 15 квітня 2021 у Wayback Machine.].
У першій Конституції 1958 року малагасійська та французька були названі офіційними мовами Малагасійської республіки.
У конституції 1992 р. жодна офіційна мова не згадувалась. Натомість малагасійська була названа національною мовою; однак багато джерел все ще стверджували, що малагасійська та французька мови були офіційними, оскільки вони були де-факто. У квітні 2000 року громадянин порушив судову справу на тій підставі, що публікація офіційних документів лише французькою мовою є неконституційною. Вищий конституційний суд зазначив у своєму рішенні, що за відсутності мовного закону французька мова все ще мала характер офіційної мови.
У Конституції 2007 року малагасійська залишалася національною мовою, тоді як офіційні мови були відновлені: малагасійська, французька та англійська. Мотивацією включення англійської мови було частково покращення відносин із сусідніми країнами, де використовується англійська мова, та заохочення прямих іноземних інвестицій. Англійська мова була вилучена як офіційна з конституції, затвердженої виборцями на референдумі в листопаді 2010 року. Ці результати не визнаються ні політичною опозицією, ні міжнародною спільнотою, які посилаються на відсутність прозорості та інклюзивності в організації виборів Вищим перехідним органом влади.

## Мови меншин
Маоре коморський, який також називають коморським, коморський суахілі, komoro, comoro або шімаоре, має два діалекти — маоре та шіндзвані/шіндзуані. Вони вважаються під загрозою на думку Проекту зникаючих мов.